# L'Abécédaire de François–Rémy Jeansac
 (mai 2016).
L'Abécédaire de François-Rémy Jeansac est une série d'animation française crée et réalisée par les frères David et Laurent Nicolas. Diffusée en 2010 sur Canal+ dans le cadre de l'émission Mensomadaire la série connait un vif succès dans le monde de l'animation. Le personnage de François Rémy Jeansac emprunte sa voix au comédien Michel Muller.

## Épisodes
1. A comme amitié
2. A comme art contemporain
3. C comme Compact Disc
4. C comme confort
5. E comme eau
6. E comme éducation
7. J comme jeux
8. J comme journalisme
9. M comme mode
10. N comme nutrition
11. O comme olympisme
12. T comme transport